# Morti nel 1719
| Questa pagina contiene informazioni ricavate automaticamente dalle voci biografiche con l'ausilio del template Bio e di un bot. L'aggiornamento è periodico e automatico e ricostruisce completamente la pagina. Se manca una persona in questa lista, sei pregato di non aggiungerla, ma accertati piuttosto che la sua voce biografica contenga il template Bio e che i dati anagrafici siano correttamente compilati. Se il template Bio manca, inseriscilo tu stesso o, in alternativa, metti l'avviso {{tmp\|Bio}} che ne segnala la mancanza. Se i dati riportati sono sbagliati, correggi direttamente la voce biografica; le modifiche saranno visibili in questa lista entro pochi giorni. Per chiarimenti vedi il progetto biografie. La lista contiene solo le 97 persone che sono citate nell'enciclopedia e per le quali è stato implementato correttamente il template Bio. Pagina aggiornata al 10 ago 2025. |

## Gennaio(6)
- 5 gennaio - Carlo Berlingeri, arcivescovo cattolico italiano (n. 1643)
- 12 gennaio - John Flamsteed, astronomo inglese (n. 1646)
- 17 gennaio - Sofia Amalia Moth, danese (n. 1654)
- 18 gennaio - Samuel Garth, medico e poeta inglese (n. 1661)
- 22 gennaio - William Paterson, mercante e banchiere scozzese (n. 1658)
- 27 gennaio - Ferdinando d'Adda, cardinale italiano (n. 1650)

## Febbraio(9)
- 6 febbraio - Köprülü Numan Pascià, politico e militare ottomano (n. 1670)
- 12 febbraio - Adam Ludwig Lewenhaupt, generale svedese (n. 1659)
- 14 febbraio - Francesco Maria Casini, cardinale italiano (n. 1648)
- 17 febbraio - Richard Worley, pirata inglese (n. 1686)
- 23 febbraio - Giovanni Mavrocordatos, politico ottomano (n. 1684)
- 25 febbraio - Niccolò Acciaiuoli, cardinale italiano (n. 1630)
- 25 febbraio - Giovanni Maria Casini, compositore, organista e religioso italiano (n. 1652)
- 27 febbraio - Giovanni Ernesto di Nassau-Weilburg, principe tedesco (n. 1664)
- 28 febbraio - Boris Petrovič Šeremetev, generale russo (n. 1652)

## Marzo(9)
- 3 marzo - Jacques-Louis de Valon, militare e poeta francese (n. 1659)
- 7 marzo - Heinrich Bernhard Rupp, botanico tedesco (n. 1688)
- 8 marzo - Franz Ehrenreich von Trauttmannsdorff, diplomatico e nobile austriaco (n. 1662)
- 9 marzo - Pieter Van Bredael, pittore fiammingo (n. 1629)
- 10 marzo - Jean-Baptiste Alexandre Le Blond, architetto francese (n. 1679)
- 13 marzo - Johann Friedrich Böttger, chimico, inventore e alchimista tedesco (n. 1682)
- 14 marzo - Mary Hamilton, inglese
- 19 marzo - Giambattista Spinola, cardinale italiano (n. 1646)
- 25 marzo - Pietro Paolo Laurenti, compositore e cantante italiano (n. 1675)

## Aprile(8)
- 1º aprile - Lazzaro Agostino Cotta, avvocato, storiografo e poeta italiano (n. 1645)
- 3 aprile - Maria Ernestina di Schwarzenberg, nobile boema (n. 1649)
- 7 aprile - Giovanni Battista de La Salle, presbitero e pedagogista francese (n. 1651)
- 14 aprile - Aurelia d'Este, nobile (n. 1682)
- 15 aprile - Madame de Maintenon, nobile francese (n. 1635)
- 19 aprile - Farrukh Siyar, sovrano (n. 1685)
- 22 aprile - Claude-Maur d'Aubigné, arcivescovo cattolico e politico francese (n. 1658)
- 30 aprile - Lorenzo Minei, compositore italiano (n. 1651)

## Maggio(4)
- 3 maggio - Pierre Legros, scultore francese (n. 1666)
- 4 maggio - Sebastiano Bombelli, pittore italiano (n. 1635)
- 4 maggio - Vincenzo Rugeri, liutaio italiano (n. 1663)
- 29 maggio - Joseph de Jouvancy, latinista francese (n. 1643)

## Giugno(5)
- 2 giugno - Charles Le Goux de la Berchère, arcivescovo cattolico francese (n. 1647)
- 6 giugno - Louis Ellies Dupin, storico francese (n. 1657)
- 6 giugno - Leonhard Christoph Sturm, architetto tedesco (n. 1669)
- 16 giugno - Federico Guglielmo I di Schleswig-Holstein-Sonderburg-Beck, nobile e militare tedesco (n. 1682)
- 17 giugno - Joseph Addison, politico, scrittore e drammaturgo britannico (n. 1672)

## Luglio(8)
- 2 luglio - Federico Pappacoda, presbitero, letterato e poeta italiano (n. 1654)
- 16 luglio - Meinhard von Schomberg, generale britannico (n. 1641)
- 21 luglio - Niccolò Amenta, letterato e drammaturgo italiano (n. 1659)
- 21 luglio - Maria Luisa Elisabetta di Borbone-Orléans, nobile francese (n. 1695)
- 22 luglio - Giovan Gioseffo Dal Sole, pittore e incisore italiano (n. 1654)
- 25 luglio - Johann Wenzel von Gallas, militare e diplomatico austriaco (n. 1669)
- 30 luglio - Giambattista Felice Zappi, poeta italiano (n. 1667)
- 31 luglio - Thormodus Torfæus, storico islandese (n. 1636)

## Agosto(4)
- 2 agosto - Karol Stanisław Radziwiłł, nobile e politico polacco (n. 1669)
- 3 agosto - Johann Philipp von Greiffenclau zu Vollraths, vescovo cattolico tedesco (n. 1652)
- 8 agosto - Christoph Ludwig Agricola, pittore e incisore tedesco (n. 1667)
- 18 agosto - Heinrich von Cocceji, giurista tedesco (n. 1644)

## Settembre(8)
- 6 settembre - Carlo Cignani, pittore italiano (n. 1628)
- 7 settembre - John Harris, scrittore e matematico inglese (n. 1666)
- 12 settembre - Johann Joachim Schöpffer, giurista tedesco (n. 1661)
- 13 settembre - Antonio Bertola, architetto e ingegnere italiano (n. 1647)
- 19 settembre - Jan Weenix, pittore e disegnatore olandese (n. 1642)
- 21 settembre - Johann Heinrich Acker, storico tedesco (n. 1647)
- 22 settembre - Giovan Battista Papi, fantino italiano (n. 1687)
- 22 settembre - Maddalena Sibilla di Holstein-Gottorp, nobile tedesca (n. 1631)

## Ottobre(5)
- 1º ottobre - Margaret Hughes, attrice teatrale inglese (n. 1630)
- 7 ottobre - Paul Lorrain, scrittore e religioso britannico
- 7 ottobre - Pierre Rémond de Montmort, matematico francese (n. 1678)
- 9 ottobre - Charles Louis Bretagne de La Trémoille, nobile francese (n. 1683)
- 14 ottobre - Arnold Houbraken, pittore e scrittore olandese (n. 1660)

## Novembre(6)
- 8 novembre - Michel Rolle, matematico francese (n. 1652)
- 9 novembre - Charles-Claude Genest, scrittore e drammaturgo francese (n. 1639)
- 11 novembre - Simone Durello, incisore italiano (n. 1641)
- 18 novembre - Petrus von Mascow, giurista tedesco (n. 1634)
- 30 novembre - Arcangelo Tropea, religioso italiano
- 30 novembre - Yamamoto Tsunetomo, militare e filosofo giapponese (n. 1659)

## Dicembre(6)
- 2 dicembre - Pasquier Quesnel, teologo e religioso francese (n. 1634)
- 3 dicembre - Adriaen Frans Boudewijns, pittore, incisore e disegnatore fiammingo (n. 1644)
- 6 dicembre - Gabriel Kessler, pittore austriaco (n. 1645)
- 7 dicembre - Ansaldo Ansaldi, giurista e letterato italiano (n. 1651)
- 8 dicembre - Ulrik Christian Gyldenløve, generale danese (n. 1678)
- 25 dicembre - Benedetto Vinaccesi, compositore e organista italiano

## Senza giorno specificato(19)
- Federico Bianchi, pittore italiano (n. 1635)
- Adriaen Boudewijns, pittore fiammingo (n. 1677)
- Pieter Bout, pittore, disegnatore e incisore fiammingo
- Domenico Carretti, pittore italiano (n. 1650)
- Nicolas Gribelin, orologiaio francese (n. 1637)
- Georg Marcell Haack, pittore tedesco (n. 1652)
- Benjamin Hornigold, pirata inglese (n. 1680)
- Keaweʻīkekahialiʻiokamoku, re (n. 1683)
- Antonio Madiona, pittore italiano (n. 1640)
- Amanzio Moroncelli, abate e cartografo italiano (n. 1652)
- Tommaso Olivieri, vescovo cattolico e teologo italiano (n. 1660)
- André Raison, compositore e organista francese
- Hendrik II Reydams, artigiano fiammingo (n. 1650)
- Arp Schnitger, organaro tedesco (n. 1648)
- Giuseppe Serpotta, scultore e stuccatore italiano (n. 1653)
- Giuseppe Maria Solaro della Margherita, generale e scrittore italiano (n. 1644)
- William Talman, architetto britannico (n. 1650)
- Jacob Toorenvliet, pittore olandese
- Francesco Antonio Urio, francescano e compositore italiano